# Klovn (tv-serie)
 For alternative betydninger, se Klovn (flertydig). (Se også artikler, som begynder med Klovn)
Klovn er en dansk sitcom fra 2005, der er skabt af Casper Christensen og Frank Hvam og produceret af Nutmeg Productions og Zentropa for TV 2. Serien havde premiere på TV 2 Zulu den 7. februar 2005 og løb frem til 27. november 2022 med i alt 86 afsnit a ca. 25 min. minutter fordelt på ni sæsoner. Serien er hovedsagligt instrueret af Mikkel Nørgaard med Niels Gråbøl, Christensen og andre som instruktør i enkelte afsnit. Serien er hovedsagligt skrevet af Christensen og Hvam med øvrige medforfattere såsom Neel Feldstedt og Lars von Trier i ét enkelt afsnit.
Serien følger den socialt akavede komiker Frank Hvam, der sammen med sin bedste ven, Casper Christensen, ofte kommer til at sætte sig selv i uheldige og akavede situationer. Seriens hovedpersoner, som spilles af Frank Hvam, Casper Christensen, Mia Lyhne, Lars Hjortshøj og Michael Carøe spiller alle fiktionaliserede versioner af sig selv. Serien har ofte kendte danske personligheder som medvirkende, som også spiller fiktionaliserede versioner af dem selv, såsom Jan Gintberg, Jarl Friis-Mikkelsen og Lasse Rimmer.
Klovn modtog stor ros og anerkendelse og anses som en af de mest succesfulde danske sitcoms, og serien vandt i årene 2005, 2006 og 2008 Producentforeningens TV-pris i kategorien "Årets bedste comedy", ligesom at seriens skuespillere modtog flere nomineringer. 
Udover tv-serien er der også produceret tre spillefilm; Klovn - The Movie (2010), Klovn Forever (2015) og Klovn - The Final (2020).

## Kritik
Kort efter Klovns premiere i februar 2005 på TV 2 Zulu, begyndte danske medier at anklage serien for at være en kopi af den amerikanske HBO-sitcom Curb Your Enthusiasm (2000-2024), skrevet og skabt af komikeren Larry David. Flere medier, heriblandt Politiken, påpegede sammenfald og ligheder mellem de to serier, såsom Klovns præmis med "en kendt komiker, der spiller sig selv i en serie, hvor også venner og kolleger delvis spilles af 'rigtige kendte'", og eksempler på at scenarier og handlinger i enkelte episoder i Klovn er i direkte lighed med episoder af Curb Your Enthusiasm. Eksempler på sammenfald mellem Klovn og Curb Your Enthusiasm er bl.a. i episoden Farvel igen mor (sæson 1, afsnit 10), hvor Frank forsøger at bestikke graveren på sin afdøde mors kirkegård, til at flytte morens gravsted et andet sted hen, hvilket også er handlingen i Curb Your Enthusiasm-afsnittet "The Special Section" (sæson 3, afsnit 6). I samme afsnit forsøger Frank desuden at bestikke et andet par til at flytte gravplads ved at love dem et besøg af Casper Christensen. Samme sker i Curb Your Enthusiasm-afsnittet "The Wire" (sæson1, afsnit 6), hvor Larry David bestikker sine naboer til at få flyttet en telefonledning ved at love dem et besøg af hans veninde, skuespilleren Julia Louis-Dreyfus. I begge afsnit er parterne utilfredse med mødet. I Klovn-afsnittet 100 dage i Forum (sæson 3, afsnit 5, 2006) bliver Frank under et besøg på et hospital undersøgt af en mand, han tror er en læge. Det viser sig efterfølgende, at personen ikke er læge. I Curb Your Enthusiasm-afsnittet "Shaq" (2. sæson, 8. afsnit, 2001) bliver Larry under et besøg på et hospital undersøgt af en, han tror er læge. Det viser sig efterfølgende, at personen ikke er læge. Ydermere kan Klovns intro/outro-musik høres i baggrunden i en række afsnit i tredje sæson af Curb Your Enthusiasm.
Christensen og Hvam udtalte efterfølgende i forhold til anklagerne at Klovn blot er inspireret af Curb Your Enthusiasm. Christensen fortalte ydermere i et interview i 2017 at HBO og Larry Davids advokater havde gennemgået materialet uden at finde belæg for plagiat, og han udtalte også "...der er ingen der nogensinde har beskyldt os for noget i den retning (at begå plagiat, red.) – det er kun nogle danske journalister, og det irriterer mig, det er tarveligt."

## Hovedroller
| Frank Hvam         | Fast | Fast | Fast | Fast | Fast | Fast | Fast | Fast | Fast | Fast | Fast | Fast |  |  |  |  |  |
| Casper Christensen | Fast | Fast | Fast | Fast | Fast | Fast | Fast | Fast | Fast | Fast | Fast | Fast |  |  |  |  |  |
| Mia Lyhne          | Fast | Fast | Fast | Fast | Fast | Fast | Fast | Fast | Fast | Fast | Fast | Fast |  |  |  |  |  |
| Iben Hjejle        | Fast | Fast | Fast | Fast | Fast | Fast | Fast | Fast |      |      |      |      |  |  |  |  |  |
| Claire Ross-Brown  | Fast | Fast | Fast |      |      |      |      |      |      |      |      |      |  |  |  |  |  |
| Jacob Weble        | Fast | Fast | Fast | Fast | Fast | Fast |      |      |      |      |      |      |  |  |  |  |  |
| Lars Hjortshøj     | Fast | Fast | Fast | Fast | Fast | Fast | Fast | Fast | Fast |      |      |      |  |  |  |  |  |
| Michael Carøe      | Fast | Fast | Fast | Fast | Fast | Fast | Fast | Fast | Fast | Fast | Fast |      |  |  |  |  |  |
| Lene Nystrøm       |      |      |      |      |      |      |      |      | Fast |      |      |      |  |  |  |  |  |
| Camilla Lehmann    |      |      |      |      |      |      |      |      |      | Fast | Fast |      |  |  |  |  |  |

### Biroller

#### Sæson 1
- John Zoffmann – John (afsnit: Femårsdagen)
- Dya Josefine Hauch – Susan (afsnit: Femårsdagen)
- Per Scheel-Krüger – Fotograf i kørestol (afsnit: Femårsdagen)
- Dan Nielsen – Lossepladschef (afsnit: Femårsdagen)
- Christoffer Waage – Waage (afsnit: Femårsdagen)
- Jarl Friis-Mikkelsen – Jarl (afsnit: de nye danskere)
- Ataf Khawaja – Import-Eksport manden (afsnit: De nye danskere)
- Tina Gylling Mortensen – Røde kors leder (afsnit: De nye danskere)
- Ilyas Korkmaz – 1 Ger 1 (afsnit: De nye danskere)
- Asim Khan – 1 Ger 2 (afsnit: De nye danskere)
- Ib Tardini – Producer 1 (afsnit: De nye danskere)
- Bo Erhardt – Producer 2 (afsnit: De nye danskere)
- Søren Søndergaard – Søren (afsnit: Hushovmesteren)
- Kjeld Tolstrup – Kjeld (afsnit: Hushovmesteren)
- Pia Andersen – Michelle, stripper (afsnit: Hushovmesteren)
- Frank Thiel – Peter, Franks overbo (afsnit: Hushovmesteren)
- Palle Strøm – Palle (afsnit: Dalai Lama)
- Regitze Recke – Sidse (afsnit: Dalai Lama)
- Szhirley Rasmussen – Szhirley (afsnit: Dalai Lama)
- Steen Jørgensen – Steen (afsnit: Godfather of Drugs)
- Trine Juul-Andersen – Bodil
- Lars Thiesgaard – Lars, Franks læge (afsnit: Godfather of Drugs)
- Villy Hansen – Betjent (afsnit: Godfather of Drugs)
- Sisse Siegumfeldt – Sisse (afsnit: Løft ikke hunden)
- Anders Mossling – J.J. (afsnit: Løft ikke hunden)
- Scott Farrell – Engelsktalende mand (afsnit: Løft ikke hunden)
- Tina Robinson – Engelsktalende kvinde (afsnit: Løft ikke hunden)
- Ole Bornedal – Ole (afsnit: Fars sidste ønske)
- Teis Bayer – Teis, Mia og Franks læge
- Lone Lindorff – Klinikdame (afsnit: Fars sidste ønske)
- Niels Nistrup Madsen – Franks far (afsnit: Fars sidste ønske)
- Lise Hald Stappert – Prostitueret (afsnit: Fars sidste ønske)
- Alexandre Willaume-Jantzen – Sonny (afsnit: Str. 44)
- Christian Michaelsen – Ole Svinkløv (afsnit: Str. 44)
- Oliver Pagh – Oliver, Ole Svinkløvs kæreste (afsnit: Str. 44)
- Rudolf Brink – Læge (afsnit: Str. 44)
- Mads Mikkelsen – Mads, fodboldspiller (afsnit: Str. 44)
- Jan Gintberg – Jan, fodboldspiller (afsnit: Str. 44)
- Lars Højer – Lars, fodboldspiller (afsnit: Str. 44)
- Allerød FK – Allerød FK (afsnit: Str. 44)
- Lasse Spang Olsen – Lasse (afsnit: Årstiderne)
- Bill Pohani – Bill Singh, Franks nabo (afsnit: Årstiderne)
- David Dencik – David, Bud fra Årstiderne (afsnit: Årstiderne)
- Christian Hjejle – Chef fra Årstiderne (afsnit: Årstiderne)
- John Martinus – Graver (afsnit: Farvel igen mor)
- Lars Oluf Larsen – Hr. Halmstad (afsnit: Farvel igen mor)
- Ida Dwinger – Fru Halmstad (afsnit: Farvel igen mor)
- Jens Blegaa – Bedemand (afsnit: Farvel igen mor)
- Asger Gottlieb – Slagter (afsnit: Farvel igen mor)
- Jan Gintberg – Jan, ven til frokost (afsnit: Farvel igen mor)
- Lasse Rimmer – Lasse, ven til frokost (afsnit: Farvel igen mor)
- Mikael Wulff – Mikael, ven til frokost (afsnit: Farvel igen mor)

#### Sæson 2
- Hans Dueholm – Vemmer (afsnit: Casa Tua)
- Klaus Bertelsen – Bøllemis (afsnit: Casa Tua)
- Ida Maria Brun Folmann – Caspers datter (afsnit: Casa Tua)
- Carlo Caspersen – Caspers søn (afsnit: Casa Tua)
- Mads Lisby – Mads, Mia bror
- Peter Bech – Peter, Mads' golfven (afsnit: Bye Bye Bodil)
- Helen Svanholm – Ældre lam dame (afsnit: Bye Bye Bodil)
- Lene Axelsen – Pølsedame (afsnit: Bye Bye Bodil)
- Brian Holm – Brian Holm (afsnit: Don Ø affæren)
- Flemming Østergaard – Don Ø (afsnit: Don Ø affæren)
- Vanessa Rae Lassen – Vanessa, Don Ø's barnebarn (afsnit: Don Ø-affæren)
- Charlotte Juul – Mina (afsnit: Don Ø-affæren)
- Carsten Kessner – Svenne (afsnit: Don Ø-affæren)
- Jacob Lohmann – Vagt i Parken (afsnit: Don Ø-affæren)
- Roger Kormind – Fætter Andreas, Mias fætter
- Joan Ørting – Joan Ørting (afsnit: Thors øje)
- Ulf Scott – Ulf (afsnit: Thors øje)
- Kenth Rosenberg – Smeden (afsnit: Thors øje)
- Kristian Ibler – Læge (afsnit: Thors øje)
- Mads Lisby – Mads, Mias bror (afsnit: Thors øje)
- Edith Johnsen – Lillemor (afsnit: Thors øje)
- Kim Bülow – Onkel Svalle (afsnit: Thors øje)
- Ane Vinter – Tante Ruth (afsnit: Thors øje)
- Victor Emil Brun Folman – Victor (afsnit: Thors øje)
- Stanislav Sevcik – Stanislav, kok (afsnit: Kgl. hofnar)
- Lars von Trier – Lars von Trier (afsnit: Kgl. hofnar)
- Peter Aalbæk Jensen – Peter Aalbæk Jensen (afsnit: Kgl. hofnar)
- Albert Nilsern – Kgl. hofrepæsentant (afsnit: Kgl. hofnar)
- Dya Josefine Hauch – Susan
- Trine Bruun de Nergaard – Golfpige (afsnit: Kgl. hofnar)
- Pernille Højmark – Pernille Højmark (afsnit: It's a Jungle Down There)
- Christina Chanee – Oy (afsnit: Ambassadøren)
- Steen Svare – Bilforhandler (afsnit: Ambassadøren)
- Nina Jepsen – Nina, handicappet kvinde (afsnit: Carøes barnedåb)
- Jan Krogh – Konditor (afsnit: Carøes barnedåb)
- Mia Lund Rao – Præst (afsnit: Carøes barnedåb)
- Christian Dam – Gøgler (afsnit: Irma-pigen)
- Stig Rossen – Stig Rossen
- Anne Sofie Byder – Lotte, Stig Rossens kæreste (afsnit: Irma-pigen)
- Ann Lykke – Irma pige (afsnit: Irma-pigen)
- Mathilde Norholt – Blafferpige 1 (afsnit: Franks fede ferie)
- Anna Bård – Blafferpige 2 (afsnit: Franks fede ferie)
- Steen Langeberg – Livredder (afsnit: Franks fede ferie)

#### Sæson 3
- Roger Kormind – Fætter Andreas
- Kurt Dreyer – Kurt, Franks revisor
- Jarl Friis Mikkelsen – Jarl
- Moussa Brahmi – Moussa (afsnit: Rosé-forbandelsen)
- Nadim Mahmoud – Moussas søn (afsnit: Rosé-forbandelsen)
- Hanne Løvendahl – Skattedame (afsnit: Rosé-forbandelsen)
- Rolf Rasmussen – Tjener (afsnit: Rosé-forbandelsen)
- Torben Din – Torben
- Christian Østergaard Sørensen – Christian (afsnit: London Kashmir)
- Morten Thunbo – Jacob (afsnit: London Kashmir)
- Nina Septrup – Terapeut (afsnit: London Kashmir)
- Dya Josefine Hauch – Susan
- Marianne Aalund – Susans dyrlæge (afsnit: London Kashmir)
- Teis Beyer – Teis, Mias læge/gynækolog og eks-mand
- Peter Michaelsen – Ekspedient (afsnit: London Kashermir)
- Ib Michael – Ib Michael
- Håkan Mohede – Håkan, nabo (afsnit: Pepino og Pepito)
- Ann Hjort – Ann, nabo
- Niels Nistrup Madsen – Franks far
- Anne Lorentzen – Hundeejer (afsnit: Pepino og Pepito)
- Sofie Lassen-Kahlke – Sofie Lassen-Kahlke (afsnit: Nina, kære Nina)
- Kjeld Tolstrup – Kjeld
- Eddie Skoller – Eddie (afsnit: Nina, kære Nina)
- Jon Stephensen – Teaterdirektør
- Sofie Stougaard – Sofie Stougaard
- Jackie Kallenberg – Nabo (afsnit: Nina, kære Nina)
- Klaus Bondam – Klaus Bondam
- Katja K – Katja K (afsnit: 100 dage i Forum)
- Martin Brygmann – Martin Brygmann (afsnit: 100 dage i Forum)
- Klaus Riskjær Petersen – Klaus Riskjær (afsnit: 100 dage i Forum)
- Mads Lisby – Mads, Mias bror
- Susanne Krarup – Lægevikar for Teis, Franks eks (afsnit: 100 dage i Forum)
- Jørgen Ole Børch – Ostehandler (afsnit: 100 dage i Forum)
- Derek Banner – Thomas, bankrådgiver (afsnit: Biggie Blackie)
- Frank Jørgensen – Kenneth, bankrådgiver (afsnit: Biggie Blackie)
- Desmond Scarlett – Desmond, jockey (afsnit: Biggie Blackie)
- Stine Kongstad – Stine, Desmonds kæreste (afsnit: Biggie Blackie)
- Gitte Møller – Parkeringsvagt (afsnit: Biggie Blackie)
- Niels Weyde – Ole, Mias far
- Elsebeth Steentoft – Pyker, Mias mor
- Jens Asbjørn Olesen – Jens Asbjørn Olesen, mand fra enhedslisten (afsnit: Længe leve demokratiet)
- Jakob Ramussen – Trækkerdreng (afsnit: Bøssernes Kennedy)
- Weinsho Li – Weinsho, kinesisk tolk (afsnit: Bøssernes Kennedy)
- Jiming Cai – Jiming, kineser (afsnit: Bøssernes Kennedy)
- Linkun Wu – Linkun, kineser (afsnit: Bøssernes Kennedy)
- Jan Gintberg – Jan Gintberg
- John Duurloo – Ekspedient i Butik Paradis (afsnit: En revisor-smølfe CD)
- Henning Valin Jakobsen – Køreskolelærer (afsnit: En revisor-smølfe CD)
- Trine Juul-Andersen – Bodil

#### Sæson 4
- Marie Søderberg – Marie, studenterpige (afsnit: Unge hjerter)
- Lotte Breum Rasmussen – Lotte, studenterpige (afsnit: Unge hjerter)
- Malou Reymann – Malou, studenterpige (afsnit: Unge hjerter)
- Anine Boisen – Amnesty repræsentant (afsnit: Unge hjerter)
- Eric Kurinziza – Torturoffer (afsnit: Unge hjerter)
- Roger Kormind – Fætter Andreas
- Nadine Blinkenberg – Julie, fætter Andreas datter (afsnit: Unge hjerter)
- Rasmus Haxen – Lærer (afsnit: Unge hjerter)
- Jan Hedegaard – Censor (afsnit: Unge hjerter)
- Henrik Weel – Malous far (afsnit: Unge hjerter)
- Marianne Lacoppidan – Malous mor (afsnit: Unge hjerter)
- Niels Nistrup – Franks far
- Mikkel Vadsholt – Landbetjent (afsnit: Hjem til far)
- Tine Brix Davidsen – Landbetjent kone (afsnit: Hjem til far)
- Karl Antz – Gregersen (afsnit: Hjem til far)
- Ejnar Gensø – Naturfredningsmand (afsnit: Hjem til far)
- Mary Danielsen – Thaipige (afsnit: Hjem til far)
- Niels Weyde – Ole, Mias far
- Elsebeth Steentoft – Pyker, Mias mor
- Mads Lisby – Mads, Mias bror
- Troels II Munk – Troels, Ole og Pykers nabo (afsnit: Sankt Hans)
- Michael Larsen – Fede Svin, Silvanmand (afsnit: Sankt Hans)
- Niels Severin – Hornblæser Sisbye (afsnit: Sankt Hans)
- Mathias Mortensen – Dreng (afsnit: Bornholm)
- Lars Christiansen – Far til dreng (afsnit: Bornholm)
- Lise Lotte Andersen – Moden dame, nudist (afsnit: Bornholm)
- Margaretha Olsen – Moden dame, nudist (afsnit: Bornholm)
- Ebbe Munch Larsen – Ebbe (afsnit: Bornholm)
- Michael Aakjær – Ebbes far (afsnit: Bornholm)
- Else Lyster Linde – Ulla (afsnit: Bornholm)
- Kurt Dreyer – Kurt, Frank og Caspers revisor
- Sune Svanekier – Måns (afsnit: Aben Ditmark)
- Torben Larsen – Zoo Chef (afsnit: Aben Ditmark)
- Billy Bilungi – Taxachauffør (afsnit: Aben Ditmark)
- Pernille Glavind Olssen – Pernille, pige (afsnit: Aben Ditmark)
- Lisa Lach-Nielsen – Lisa, pige (afsnit: Aben Ditmark)
- Ole Tøpholm – Nyhedsvært (afsnit: Aben Ditmark)
- Jarl Friis Mikkelsen – Jarl (afsnit: Jarlens død)
- Peter Gravesen – Peter Gravesen (afsnit: Jarlens død)
- Michael Meyerheim – Michael Meyerheim (afsnit: Jarlens død)
- Peter Trauboth – Restaurantchef (afsnit: Jarlens død)
- Johnny Christensen – Vagt (afsnit: Jarlens død)
- Poul Erik Skammelsen – Paul Erik Skammelsen (afsnit: Jarlens død)
- Marie Pørksen – Psykolog (afsnit: Jarlens død)
- Jes R. Møller – Advokat (afsnit: Jarlens død)
- Arne Anton Faxhøj – Finn (afsnit: Piverts polterabend)
- Pernille Lyck – Finns gravide kone (afsnit: Piverts polterabend)
- Troels Malling – Troels, Piverts ven (afsnit: Piverts polterabend)
- Jan Eberhardt – Jan, Piverts ven (afsnit: Piverts polterabend)
- Sofie Bjerregaard – Sofie, afbleget pige (afsnit: Piverts polterabend)
- Trine Juul-Andersen – Bodil
- Henrik Jensen – Mandestripper (afsnit: Piverts polterabend)
- Nils Brünner – Læge (afsnit: Piverts polterabend)
- Carolina Bäckman – Carolina, svensk pige (afsnit: Hejsan Sverige)
- Melinda Kinnaman – Melinda, svensk pige (afsnit: Hejsan Sverige)
- Tine Miehe-Renard – Tine, nabo (afsnit: Hejsan Sverige)
- Bo Henriksen – Mikkel, naboens søn (afsnit: Hejsan Sverige)
- Michael Laudrup – Michael Laudrup (afsnit: Tango for tre)
- Peter Ganzler – Peter Ganzler (afsnit: Tango for tre)
- Alexander Kølpin – Alexander Kølpin (afsnit: Tango for tre)
- Jimmy Jørgensen – Jimmy Jørgensen (afsnit: Tango for tre)
- Jan Gintberg – Jan
- Christian Østergaard – Christian
- Dya Josefine Hauch – Susan
- Claudio Morales – José (afsnit: Tango for tre)
- Lilje Windbirk – Lilje, pige (afsnit: Ups!)
- Christine Halby Albeck – Christine, pige (afsnit: Ups!)
- Vibeke Windeløv – Vibeke Windeløv, producent (afsnit: Ups!)
- Lars Pihl – Lars, Caspers halvbror (afsnit: Ups!)
- Teis Beyer – Teis, Mia og Franks læge/Mias gynækolog og eks-mand

#### Sæson 5
- Exquisitos Doble Tesoro - Muffi
- Tina Bilsbo – Tina
- Lars Hjortshøj – Lars
- Joen Bille – Fægteformand
- Anne Dalsgaard – Adoptionsdame (afsnit: Mamma Mia)
- Christian Braad Thomsen – Christian (afsnit: Mere ost, Christian Braad Thomsen)
- Ib Michael – Ib
- Tor Nørretranders – Tor (afsnit: Mere ost, Christian Braad Thomsen)
- Leif Sylvester – Leif (afsnit: Mere ost, Christian Braad Thomsen)
- Lotte Svendsen -Lotte (afsnit: Mere ost, Christian Braad Thomsen)
- Alexander Ryborg – DF Pige (afsnit: Mere ost, Christian Braad Thomsen)
- Eva Kåås – Ældre dame (afsnit: Mere ost, Christian Braad Thomsen)
- Li Have Lehman – Hjemmehjælper (afsnit: Mere ost, Christian Braad Thomsen)
- Uffe Holm – Uffe
- Tomas Villum Jensen – Tomas (afsnit: White House Potential)
- Malou – Pige 1 (afsnit: White House Potential)
- Nicole – Pige 2 (afsnit: White House Potential)
- Steffen Rode – Jønne (afsnit: White House Potential)
- Bille August – Bille (afsnit: Tak for svaneæg)
- Sara-Marie Maltha – Billes kone (afsnit: Tak for svaneæg)
- Dya Josefine Hauch – Susan
- Emily Yatmann – Roomservicepige (afsnit: Tak for svaneæg)
- Per Vagnild – Skaldemand (afsnit: Tak for svaneæg)
- Signe Lindkvist – Signe (afsnit: Den japanske have)
- Elsebeth Steentoft – Pyker, Mias mor
- Niels Weyde – Ole, Mias far
- Per Kylling – Dykkerinstruktør (afsnit: Den japanske have)
- Peer Haagerup – Dykkerhjælp #1 (afsnit: Den japanske have)
- David Stenzer – Dykkerhjælp #2 (afsnit: Den japanske have)
- Peter Reichhardt – Peter (afsnit: Troldmanden fra Frederiksberg)
- Michael Carøe – Carøe
- Malin Brolin-Tani – Ghita (afsnit: Troldmanden fra Frederiksberg)
- Helle Fibcher – Sygeplejeske (afsnit: Troldmanden fra Frederiksberg)
- Jakob Worm – Dungeon Master (afsnit: Troldmanden fra Frederiksberg)
- Kristian Høgh Jeppesen – Næstformand (afsnit: Troldmanden fra Frederiksberg)
- Thomas Corneliussen – Legolas (afsnit: Troldmanden fra Frederiksberg)
- Thomas Rosendal – Læge (afsnit: Troldmanden fra Frederiksberg)
- Rasmus Hammerich – Kriminalbetjent (afsnit: Troldmanden fra Frederiksberg)
- Lotte Munk Fure – Pernille (afsnit: Hør nu efter Frank!)
- Anna Christina Bech – Rejseguide (afsnit: Hør nu efter Frank!)
- Morten Brovn Jørgensen – Stig (afsnit: Hør nu efter Frank!)
- Christian Scherfig – Christian (afsnit: Hør nu efter Frank!)
- Oscar D. Siesbye – Oscar (afsnit: Hør nu efter Frank!)
- Lasse Geier – Hundepensionsejer (afsnit: Hør nu efter Frank!)
- Mads Lisby – Mads, Mia bror
- Roger Kormind – Fætter Andreas
- Anne Møen – Kathrine (afsnit: Tilykke Frank)
- Frederik Richard – Repræsentant på Josty (afsnit: Tilykke Frank)
- Jesper Hyldegaard – Mandelmanden (afsnit: Drys fra muffedissen)
- Henrik Tvede – Opsynsmand (afsnit: Drys fra muffedissen)
- Jeff Pitzer – Jeff (afsnit: Drys fra muffedissen)
- Anders Ahnfeldt-Rønne – Jeffs far (afsnit: Drys fra muffedissen)
- Elsebeth Nielsen – Jeffs mor (afsnit: Drys fra muffedissen)
- Walid El-Jamal – Renseriejer #1 (afsnit: Drys fra muffedissen)
- David Bateson – Renseriejer #2 (afsnit: Drys fra muffedissen)
- Stig Rossen – Stig
- Maria Stokholm – Tilde, Stigs kæreste (afsnit: Surprise Mia)
- Lina Hazuki Ernst – Ekspedient (afsnit: Surprise Mia)
- Emil Nyløkke Thorup – Caspers assistent (afsnit: Surprise Mia)

#### Sæson 6
- Dya Josefine Hauch – Susan
- Exquisitos Doble Tesoro – Muffi
- Mads Lisby – Mads
- Mikkel Buss – Ekspedient i Elgiganten (afsnit: Guffeliguf)
- Allan Valkki – Kriminalbetjent 1 (afsnit: Guffeliguf)
- John Brahtz – Kriminalbetjent 2 (afsnit: Guffeliguf)
- Malte Fried-Nielsen – Ung fyr der spørger efter Susan (afsnit: Guffeliguf)
- Carsten Bang – Carsten (afsnit: Shut up)
- Jan Gintberg – Jan
- Mikael Wulff – Mikael
- Thomas Wivel – Thomas (afsnit: Shut up)
- Uffe Holm – Uffe
- Christian Geo Heltboe – Geo (afsnit: Shut up)
- Mette Lisby – Mette (afsnit: Shut up)
- Hot Kit Cheng – Chang (afsnit: Shut up)
- Ellen Nyman – Helle (afsnit: Shut up)
- Jørgen Teytaud – Ældre herre (afsnit: Shut up)
- Henrik Fiig – Jannik, Franks nabo (afsnit: Sivsko og ægget)
- Sidsel Agensø – Tut, Franks nabos kone (afsnit: Sivsko og ægget)
- Liv Oddveig Midtmageli – Liv, norsk pige (afsnit: Sivsko og ægget)
- Niels Weyde – Ole, Mias far
- Elsebeth Steentoft – Pyker, Mias mor
- Keld Rasmussen – Pyroteknikker (afsnit: Sivsko og ægget)
- Abdifatah M. Hassan – Mand på cykel (afsnit: Fru af og til)
- Michael Boesen – Michael, marketingchef fra Wonderful Copenhagen (afsnit: Fru af og til)
- Henrik Ipsen – Franks fodlæge (afsnit: Monsieur le Boss)
- Rikke Weissfeld – Fransk dame (afsnit: Monsieur le Boss)
- Kurt Dreyer – Kurt, Franks revisor
- Claus Gerving – Kenneth, assistent til tarmskyldning (afsnit: Monsieur le Boss)
- Rikke Grønkjær – Sygeplejerske (afsnit: Monsieur le Boss)
- Mogens Amming – Patient 1 (afsnit: Monsieur le Boss)
- Robert Snorrason – Patient 2 (afsnit: Monsieur le Boss)
- Tina Bilsbo – Tina (afsnit: Bedragenholmsslot)
- Kim Meyer – Donald (afsnit: Bedragenholmsslot)
- Nicolai Hansen – Nisse (afsnit: Bedragenholmsslot)
- Josephine Ilmi Johansen – Josephine (afsnit: Bedragenholmsslot)
- Vibeke Hartkorn – Vibeke (afsnit: Bedragenholmsslot)
- Lene Løvendahl – Danselærer (afsnit: Bedragenholmsslot)
- Kristoffer Aagesen – Klapperdreng (afsnit: Bedragenholmsslot)
- Niels Hausgaard – Niels (afsnit: Bispebjerg Tricket)
- Charlotte Munck – Charlotte (afsnit: Bispebjerg Tricket)
- Søren Frank – Leon (afsnit: Bispebjerg Tricket)
- John Lambreth – Landbetjent (afsnit: Bispebjerg Tricket)
- Roger Kormind – Fætter Andreas, Mias fætter
- Camilla Chantelou – Sygeplejeske (afsnit: Bispebjerg Tricket)
- Esben Pretzmann – Esben (afsnit: Et Krus for et Knus)
- Rune Tolsgaard – Rune (afsnit: Et Krus for et Knus)
- Simon Kvamm – Simon (afsnit: Et Krus for et Knus)
- Jørgen Sørensen – Havnefoged (afsnit: Et Krus for et Knus)
- Petrine Agger – Ditte (afsnit: Et Krus for et Knus)
- Anna Aunbirk – Anna, Dittes datter (afsnit: Et Krus for et Knus)
- Christian Vinther – Patrick (afsnit: Et Krus for et Knus)
- Peter Secher Schmidt – Patricks far (afsnit: Et Krus for et Knus)
- Niels Ellegaard – Ejnar, Dilletanternesinstruktør- og brugsuddeler (afsnit: Dilettanterne)
- Fanny Thorngaard – Tove, Dilletantskuespiller (afsnit: Dilettanterne)
- Marie Caroline Schjeldal – Gitte, Dilletantscenearbejder (afsnit: Dilettanterne)
- Per Lideroth – Poul, Franks nabo (afsnit: Dilettanterne)
- Mette Frank – Jytte, Franks nabos kone (afsnit: Dilettanterne)
- Vallensbæk Amatør Teater – Dilletantgruppen (afsnit: Dilettanterne)
- Trine Juul-Andersen – Bodil
- Jogeir Mediä – Jogeir, kok (afsnit: Falsk Lorte Alarm)
- Kari Nomeland – Juvelér (afsnit: Falsk Lorte Alarm)
- Stein Vabo – Læge (afsnit: Falsk Lorte Alarm)
- Maibritt Trydal – Kusk (afsnit: Falsk Lorte Alarm)
- Arne Johan Mosfjeld – Redningsmand 1 (afsnit: Falsk Lorte Alarm)
- Petter Hansen – Redningsmand 2 (afsnit: Falsk Lorte Alarm)
- Knut Inge Repstad – Redningsmand 3 (afsnit: Falsk Lorte Alarm)
- Torger Leidal – Redningsmand 4 (afsnit: Falsk Lorte Alarm)
- Eilert Kirkhus – Redningsmand 5 (afsnit: Falsk Lorte Alarm)

## Afsnit
| Sæson 1 - Baseret på virkelige hændelser |                    |                  |
| Afsnit                                   | Titel              | I TV             |
| Afsnit 1                                 | 5 års-dagen        | 7. februar 2005  |
| Afsnit 2                                 | De nye danskere    | 14. februar 2005 |
| Afsnit 3                                 | Hushovmesteren     | 21. februar 2005 |
| Afsnit 4                                 | Dalai Lama         | 28. februar 2005 |
| Afsnit 5                                 | Godfather of drugs | 7. marts 2005    |
| Afsnit 6                                 | Løft ikke hunden   | 14. marts 2005   |
| Afsnit 7                                 | Fars sidste ønske  | 21. marts 2005   |
| Afsnit 8                                 | Str. 44            | 28. marts 2005   |
| Afsnit 9                                 | Årstiderne         | 5. april 2005    |
| Afsnit 10                                | Farvel igen mor    | 11. april 2005   |
| Sæson 1 er udkommet på DVD.              |                    |                  |

| Sæson 2 - Det handler om sex |                          |                    |
| Afsnit                       | Titel                    | I TV               |
| Afsnit 11                    | Casa Tua                 | 12. september 2005 |
| Afsnit 12                    | Bye Bye Bodil            | 19. september 2005 |
| Afsnit 13                    | Don Ø affæren            | 26. september 2005 |
| Afsnit 14                    | Thors øje                | 3. oktober 2005    |
| Afsnit 15                    | Kgl. hofnar              | 10. oktober 2005   |
| Afsnit 16                    | It's a Jungle Down There | 17. oktober 2005   |
| Afsnit 17                    | Ambassadøren             | 24. oktober 2005   |
| Afsnit 18                    | Carøes barnedåb          | 31. oktober 2005   |
| Afsnit 19                    | Irma-pigen               | 7. november 2005   |
| Afsnit 20                    | Franks fede ferie        | 14. november 2005  |
| Sæson 2 er udkommet på DVD.  |                          |                    |

| Sæson 3 - Mod nye katastrofer |                        |                |
| Afsnit                        | Titel                  | I TV           |
| Afsnit 21                     | Rosé-forbandelsen      | 6. marts 2006  |
| Afsnit 22                     | London Kashmir         | 13. marts 2006 |
| Afsnit 23                     | Pepino & Pepito        | 20. marts 2006 |
| Afsnit 24                     | Nina kære Nina         | 27. marts 2006 |
| Afsnit 25                     | 100 dage i Forum       | 3. april 2006  |
| Afsnit 26                     | Biggie Blackie         | 10. april 2006 |
| Afsnit 27                     | Længe leve demokratiet | 17. april 2006 |
| Afsnit 28                     | Bøssernes Kennedy      | 24. april 2006 |
| Afsnit 29                     | En revisor-smølfe-CD   | 1. maj 2006    |
| Afsnit 30                     | God jul, Frank         | 8. maj 2006    |
| Sæson 3 er udkommet på DVD.   |                        |                |

| Sæson 4 - Sidste chance     |                     |                    |
| Afsnit                      | Titel               | I TV               |
| Afsnit 31                   | Unge hjerter        | 11. september 2006 |
| Afsnit 32                   | Hjem til far        | 16. september 2006 |
| Afsnit 33                   | Sankt hans          | 25. september 2006 |
| Afsnit 34                   | Bornholm            | 2. oktober 2006    |
| Afsnit 35                   | Aben Ditmark        | 9. oktober 2006    |
| Afsnit 36                   | Jarlens Død         | 16. oktober 2006   |
| Afsnit 37                   | Piverts Polterabend | 23. oktober 2006   |
| Afsnit 38                   | Hejsan Sverige      | 6. november 2006   |
| Afsnit 39                   | Tango for tre       | 13. november 2006  |
| Afsnit 40                   | Ups!                | 20. november 2006  |
| Sæson 4 er udkommet på DVD. |                     |                    |

| Sæson 5 - Et hjerte af guld |                                   |                |
| Afsnit                      | Titel                             | I TV           |
| Afsnit 41                   | Mamma Mia                         | 3. marts 2008  |
| Afsnit 42                   | Mere ost Christian Braad Thomsen? | 10. marts 2008 |
| Afsnit 43                   | White House Potential             | 17. marts 2008 |
| Afsnit 44                   | Tak for svaneæg                   | 24. marts 2008 |
| Afsnit 45                   | Den japanske have                 | 31. marts 2008 |
| Afsnit 46                   | Troldmanden fra Frederiksberg     | 7. april 2008  |
| Afsnit 47                   | Hør nu efter Frank!               | 14. april 2008 |
| Afsnit 48                   | Tillykke Frank                    | 21. april 2008 |
| Afsnit 49                   | Drys fra muffedissen              | 28. april 2008 |
| Afsnit 50                   | Surprise Mia                      | 5. maj 2008    |
| Sæson 5 er udkommet på DVD. |                                   |                |

| Sæson 6 - Røvtur            |                     |                  |
| Afsnit                      | Titel               | I TV             |
| Afsnit 51                   | Guffeliguf          | 23. februar 2009 |
| Afsnit 52                   | Shut Up             | 2. marts 2009    |
| Afsnit 53                   | Sivsko og ægget     | 9. marts 2009    |
| Afsnit 54                   | Fru af og til       | 16. marts 2009   |
| Afsnit 55                   | Monsieur le boss    | 23. marts 2009   |
| Afsnit 56                   | Bedragsholm slot    | 30. marts 2009   |
| Afsnit 57                   | Bispebjerg Tricket  | 6. april 2009    |
| Afsnit 58                   | Et krus for et knus | 13. april 2009   |
| Afsnit 59                   | Dilettanterne       | 20. april 2009   |
| Afsnit 60                   | Falsk Lorte Alarm   | 27. april 2009   |
| Sæson 6 er udkommet på DVD. |                     |                  |

| Sæson 7 - Tilbage til hverdagen |                      |                    |
| Afsnit                          | Titel                | I TV               |
| Afsnit 61                       | Det muslimske klaver | 13. august 2018    |
| Afsnit 62                       | Baked Alaska         | 20. august 2018    |
| Afsnit 63                       | #MeToo               | 27. august 2018    |
| Afsnit 64                       | Slikræven            | 3. september 2018  |
| Afsnit 65                       | Tipo Napoli          | 10. september 2018 |
| Afsnit 66                       | Kender du typen      | 17. september 2018 |
| Afsnit 67                       | Dobbelt dip          | 24. september 2018 |
| Afsnit 68                       | Hvil i fred Mia      | 1. oktober 2018    |
| Afsnit 69                       | Mias måne            | 8. oktober 2018    |
| Afsnit 70                       | B.S. Skalaen         | 15. oktober 2018   |
| Sæson 7 er udkommet på DVD.     |                      |                    |

| Sæson 8 - Vore bedste år |                      |               |
| Afsnit                   | Titel                | På TV2 PLAY   |
| Afsnit 71                | Spild af Pingus      | 6. juni 2021  |
| Afsnit 72                | Frank the Prank      | 6. juni 2021  |
| Afsnit 73                | Min Bedste ven       | 13. juni 2021 |
| Afsnit 74                | Balling vs Bahs      | 20. juni 2021 |
| Afsnit 75                | Det gamle testamente | 27. juni 2021 |
| Afsnit 76                | Falsk Pykker-alarm   | 4. juli 2021  |
| Afsnit 77                | Forstanderen         | 11. juli 2021 |
| Afsnit 78                | Dr. Strangelove      | 18. juli 2021 |

| Sæson 9 - Senfølger |                             |                   |
| Afsnit              | Titel                       | På TV2 PLAY       |
| Afsnit 79           | De røde bukser              | 17. juli 2022     |
| Afsnit 80           | Frederiksberg-flisen        | 24. juli 2022     |
| Afsnit 81           | Et portræt af en tennisklub | 31. juli 2022     |
| Afsnit 82           | Alter ego                   | 7. august 2022    |
| Afsnit 83           | Darwins kontor              | 14. august 2022   |
| Afsnit 84           | Folkemødet                  | 21. august 2022   |
| Afsnit 85           | Mias fede ferie             | 28. august 2022   |
| Afsnit 86           | Venstretricket              | 4. september 2022 |

| Sæson 10  |                  |                 |
| Afsnit    | Titel            | På TV2 PLAY     |
| Afsnit 87 | Vågekoner        | 20. juli 2025   |
| Afsnit 88 | Frederikshvile   | 27. juli 2025   |
| Afsnit 89 | Nøgen og forladt | 3. august 2025  |
| Afsnit 90 | En natpadde      | 10. august 2025 |